# Sergio Acosta (músico)
Sergio Eduardo Acosta Russek (Torreón, Coahuila; 28 de septiembre de 1972) es un guitarrista y compositor mexicano. Es integrante y fundador de la banda mexicana Zoé.

## Biografía
Nació el 28 de septiembre de 1972 en Torreón, Coahuila. Es hijo de Sergio Acosta y Beatriz Russek.
Sergio conoció a León en Cuernavaca, debido a que las escuelas de ambos se encontraban cerca.
Ambos se hicieron amigos por tener gustos musicales parecidos, se dice que después de haber asistido a un concierto junto a León, este le dijo: Quiero formar una banda.
Años después formaría la banda Zoé, el nombre se debe a una hermana menor de un expareja de este mismo.

## Zoé
Sergio asistió a un concierto con León Larregui y al terminar León le expresa su interés por formar una banda.
En el 2000 firman un contrato con EMI Music logrando publicar su primer álbum Zoé